# Secret Recipe
Secret Recipe är ett DVD-set som innehåller två skivor gjorda av musikern Buckethead. Den innehåller en samling av videor och musikklipp, foton, bilder och konsertfilmer som dokumenterar gitarristens första 13 år som artist.

## Innehåll
- Musikvideor
- Ovanliga och tidigare outgivna inspelningar
- Illustrerad diskografi
- Scrapbook
- Foto och affisch
- Illustrerad gitarrskola/Nunchakas
- Fullängds bootleg konsertuppträdande i Boston 4/8/04
- Fullängds bootleg konsertuppträdande i New York 4/4/00

## Lista över medverkande
- Buckethead